# Saudi Industrial Property Authority
Pour les articles homonymes, voir SIPA.
L'Autorité de la propriété industrielle d'Arabie saoudite, ou Saudi Industrial Property Authority, est un organisme créé par le gouvernement d'Arabie saoudite en 2001 par une loi, ou décret royal.
Sa mission d'organisme public indépendant  est la promotion et la réglementation des zones industrielles et zones de technologie dans le Royaume d'Arabie saoudite sur les terres publiques et privées, et l'encouragement du secteur privé pour son implication dans le développement, l'exploitation et la maintenance des zones industrielles. L'objectif plus large du Modon est l'existence durable d'une industrie concurrentielle en Arabie saoudite, dans la péninsule arabique, et dans le Proche-Orient.

## Cités industrielles

### Villes industrielles existantes
Le Modon a mis en place 14 villes industrielles. Il en supervise l'organisation, le suivi, la maintenance.
Ces villes sont réparties dans différentes régions du Royaume,sur une superficie totale d'environ 237 millions de mètres carrés dans les provinces de Riyad, Djeddah, Dammam, La Mecque, Qassim Al-Ahsa, Médine, Asir, Al Jouf, Tabouk, Haïl et Najran.
Le total des investissements dans ces villes dépasse 200 milliards de riyals (soit 53,33 milliards de dollars ou 40 milliards d'euros).
Plus de 300 000 travailleurs y sont employés.

### Villes industrielles en cours de développement
Le Modon développe de nouvelles villes industrielles : Sudair, Jazan, Ar'ar, Al-Kharj, Al-Gurayaat, Zulfi, Al-Baha, ainsi qu'un second complexe industriel à Djeddah. En outre, Modon re-développe les villes industrielles existantes, ainsi que la construction d'usines modèles.
Le Modon met également en place des villes industrielles dans le redéploiement d'Al-Ha'er et de Djeddah, en coopération avec l'Administration Publique de l'administration pénitentiaire.

## Zones technologiques
Les zones technologiques sont également connues dans le monde comme une variété de parc scientifique, Science Park, parc technologiqus, parc de recherche, technopole, Technopolis, ou centre d'innovation. 
Le terme de zone technologique insiste sur la réunion de la technologie, de l'innovation et de l'implication des entreprises partenaires dans des activités basée sur la connaissance.
Le IASP (Association Internationale des Parcs Scientifiques) définit un parc scientifique comme :
- une initiative privée, avec des liens formels et opérationnels avec des universités et/ou d'autres établissement d'enseignement supérieur, et/ou de grands centres de recherche;
- conçue pour encourager la formation et la croissance des industries du savoir, et/ou des entreprises à forte valeur ajoutée, résidant habituellement sur le site, et
- une équipe de gestion stable et active visant à favoriser le transfert des compétences technologiques et d'affaires aux organismes participants.

Les zones technologiques sont conçues pour faciliter la production et la commercialisation de techniques de pointe en forgeant des synergies entre centres de recherche, établissements d'enseignement et entreprises technologiques. Les entreprises concernées sont principalement de petites structures avec une ambition de croissance rapide basée sur le développement et la commercialisation de nouvelles technologies. Les grandes entreprises et multinationales sont généralement attirés vers ces zones en tant que participants à l'ancrage. Afin de faciliter la commercialisation réussie des nouvelles technologies sur le marché, la zone technologique fournit :
- le réseautage et la coordination avec les instituts de recherche scientifique et les laboratoires,
- le soutien financier, de conseil et d'assistance dans l'obtention de capital-risque;
- l'assistance professionnelle, technique, administrative et juridique,
- les services d'informations et de télécommunication,
- les infrastructures commerciales favorables.

En aidant la croissance des entreprises partenaires, les zones de la technologie jouent un rôle important dans le développement des économies locales. Elles contribiuent à créer des industries de pointe, des emplois, à attirer des capitaux étrangers, et à augmenter la compétitivité locale, régionale et nationale. Ce rôle est particulièrement important pour les économies en transition, forcées d'absorber une grande partie du chômage structurel et du rattrapage des progrès technologiques rapides dans l'économie mondiale.

## Les réalisations du Modon
- EBS, Enterprise Business Solutions, signe des contrats avec la société Saudi Telecom pour fournir aux villes industrielles les plus récents services techniques et un système de sécurité intégrée pour la protection de ces villes, en permanence, selon des méthodes techniques avancées. Les villes industrielles existantes deviennent des villes industrielles intelligentes à l'achèvement de ce projet.

- BOT, Build-Operate-Transfer, signe des contrats pour la fourniture d'eau aux villes industrielles de Djeddah, Riyadh, Al-Qassim, Dammam et Al-Ahsa, à des prix très compétitifs.

- La transmission de l'électricité pour les villes industrielles.

- Le projet DC, District Cooling, Refroidissement de district, innove et concerne la seconds ville industrielle de Djeddah. Les objectifs sont de consommer moins d'énergie, au moindre coût, et de produire moins de pollution sur l'environnement.

- SPM, Project Management System, Système de Gestion de projet, est un système électronique sophistiqué pour gérer les propriétés du Modon, et faciliter l'attribution de terrains à usage industriel.

- Le projet SS, Services de sécurité, qui occupe 240 employés, vise à fournir des services de sécurité dans les villes industrielles, 24/24, 7/7.